# Ananea (distrito)
Ananea é um distrito do Peru, localizado na região de Puno, província de San Antonio de Putina.
Neste distrito situa-se La Rinconada, a cidade mais alta do mundo, com cerca de 5.100 metros de altitude.

## História
Em 1854 se crea o distrito da Ananea.

## Alcaides
- 2011-2014: Samuel Ramos Quispe.
- 2007-2010: Crispín Amanqui Rodríguez

. 

## Festas
- Nossa Senhora do Carmo
- Santiago Maior

## Transporte
O distrito de Ananea é servido pela seguinte rodovia:
- PU-115, que liga a cidade de Yanahuaya ao distrito
- PE-34K, que liga o distrito de Potoni à cidade de Cuyocuyo
- PU-111, que liga a cidade de Cuyocuyo  ao distrito de Azángaro
- PE-34L, que liga o distrito de Vilque Chico à cidade
- PE-34H, que liga o distrito de San Pedro de Putina Punco (e a Fronteira Bolívia-Peru, Parque Nacional Madidi) à cidade de Juliaca[1][2][3]